# Jardim de Arca d'Água
Jardim de Arca d'Água é um jardim localizado no centro da Praça de 9 de Abril, na cidade do Porto, em Portugal.
O seu nome deriva dos reservatórios das águas de Paranhos que foram o sustento de muitas fontes e chafarizes do Porto até aos finais do Século XIX.
Aqui travaram duelo, a 6 de Fevereiro de 1866, Antero de Quental e Ramalho Ortigão, saindo este ferido num braço.

## Ver ambém
Praça de Nove de Abril